# کارول لینتی
کارول لینتی (لهستانی: Karol Linetty؛ زادهٔ ۲ فوریهٔ ۱۹۹۵) یک بازیکن فوتبال اهل لهستان است که برای باشگاه تورینو بازی می‌کند.
از باشگاه‌هایی که در آن بازی کرده‌است می‌توان به لخ پوزنان، سمپدوریا و تورینو اشاره کرد.
وی همچنین در تیم ملی فوتبال لهستان بازی کرده‌است.